# Bernhard Abramowitsch
Bernhard Abramowitsch (* 5. Januar 1906 in Hamburg; † 15. Oktober 1986 in San Francisco, Kalifornien, Vereinigte Staaten) war ein deutsch-amerikanischer Pianist und Musikpädagoge.

## Leben

### Zeit in Hamburg 1906 bis 1936
Bernhard Abramowitsch besuchte die Talmud-Tora-Schule in Hamburg. Dort erhielt er auch die erste Klavierausbildung beim Pianisten Paul Strecker. Nach verschiedenen öffentlichen Vorspielen fand sein erstes Solokonzert im November 1926 im Kleinen Saal der Musikhalle Hamburg statt. Auf dem Programm standen Sonate op. 1 von Johannes Brahms, Sonate op. 120 von Franz Schubert, op. 20 von Ernst von Dohnányi und die Klaviersonate h-Moll von Franz Liszt. Dessen 1. Klavierkonzert in Es-Dur spielte er am 28. September 1927 mit dem Philharmonischen Staatsorchester Hamburg unter der Leitung von Eugen Papst. Das Konzert fand im Großen Saal der Musikhalle statt. Am 21. Februar 1930 spielte er das 2. Klavierkonzert von Pjotr Iljitsch Tschaikowski unter der Leitung von José Eibenschütz (1872–1952). Das Konzert fand im Rahmen eines Tschaikowskiabends der Nordische Rundfunk AG NORAG statt. Nach der Machtergreifung 1933 konnte er als jüdischer Musiker nicht mehr öffentlich auftreten. Bei einem Wettbewerb für Gesang und Klavier im Juni 1933 in Wien wurde er in Anerkennung seiner außerordentlichen Leistung mit einem Diplom ausgezeichnet. Im Januar 1934 wurde er von Ferdinand Gowa und Leopold Sachse vom Jüdischen Kulturbund für die musikalische Vorbereitung und Begleitung der Aufführung des Singspiels Bastien und Bastienne von Wolfgang Amadeus Mozart engagiert. Es folgten rund zehn Auftritte bei Veranstaltungen des Jüdischen Kulturbunds. Gastspiele führten ihn im Rahmen dieser Organisation u. a. auch nach Lübeck und Frankfurt am Main. Am 4. Juli 1934 wirkte er als Pianist beim 2. Programm von Die rosarote Brille – Kabarett in ganz neuer Form unter der Leitung von Willy Hagen (1878–1942) mit. Daneben war er in Hamburg als Klavierlehrer tätig. Von 1932 bis 1936 unterrichtete er die spätere Komponistin und Regisseurin Charlotte Niemann, mit der Abramowitsch mehrere Jahre, bis zu seiner Emigration in die USA, liiert war. Am 22. Oktober 1936 gab er ein Abschiedskonzert.

### Zeit in den Vereinigten Staaten 1936 bis 1986
Abramowitsch emigrierte darauf 1936 in die Vereinigten Staaten und ließ sich in Portland (Oregon) nieder. Auch hier gab er Konzerte und trat mehrfach mit dem Portland Symphony Orchestra unter der Leitung des niederländischen Dirigenten Willem van Hoogstraten (1884–1964) auf. 1939 ließ er sich mit seiner in Hamburg geborenen Frau Eva (1916–2000), einer Pianistin und Organistin, in San Francisco nieder. Hier kamen sie zunächst im Boarding House der Pianistin Edith Schreier unter. Auch hier gab er viele Konzerte u. a. mit dem San Francisco Symphony Orchestra und war bald als einer der besten Pianisten des Landes geschätzt. Besonders seine Interpretationen der Klavierwerke Franz Schuberts fanden höchste Anerkennung. Mit einer Konzertreihe, in der er sämtliche Klaviersonaten Schuberts spielte, brachte er dem Publikum den damals eher unbekannteren Komponisten näher. Ein weiterer Schwerpunkt seiner Arbeit galt der zeitgenössischen Musik. Hier konzertierte er häufig mit jungen Gesangssolisten und Kammerensembles wie dem Griller-Quartett. Als Klavierpädagoge unterrichtete er vor allem am Mills College in Oakland und in Berkeley. Zu seinen Schülern zählte David Del Tredici, der ihm 1958 das Werk Soliloquy für Klavier widmete. Weitere Schüler waren Leon Kirchner und Leonard Rosenman sowie Hiro Imamura, Betty Woo, Ursula Wang, Margaret Fabrizio, Carolin Bowen Hawley, Hiro Imamura, Gianna Laputz, Claudia Stevens (* 1949), Dorothy Toshiko Sugawara (1932–2017), Elizabeth Wagele und Charles Lynn Wheele. Er wurde auf dem Home of Eternity Cemetery in Oakland bestattet.

## Familie
Bernhard Abramowitschs Eltern waren die aus Odessa stammenden Moses und Yette Ida Abramowitsch. Zwei ältere Brüder emigrierten ebenfalls nach England beziehungsweise in die Vereinigten Staaten. Seine Tochter ist die Sopranistin Miriam Abramowitsch, die am Mills College in Oakland Gesang unterrichtet. Er trat bei Liederabenden als ihr Klavierbegleiter auf.

## Einspielungen (Auswahl)
- Franz Schubert: Klaviersonate B-Dur D 960. Eingespielt im Mai 1977 in der Hertz Hall in Berkeley. 1978 auf dem Label Arch Records mit einem Klavierstück in Es-Dur veröffentlicht.
- Ernst Krenek: Klaviersonate Nr. 4, publiziert in der Reihe Music Library Recordings, San Francisco
- Bernhard Abramowitsch Piano, Vol 1. I Ludwig Van Beethoven: Bagatellen op. 126 II Robert Schumann: Humoreske op. 20 III Frederic Chopin: Mazurkas op. 67 Nr. 2 und 3 IV Frederic Chopin: Polonaise Fantasie op. 61, publiziert am 1. Juni 1999